# Augusten Burroughs
Augusten Xon Burroughs (nascido Christopher Robison em 23 de Outubro de 1965 em Pittsburgh, Pennsylvania) é um escritor norte-americano, que ficou conhecido pelas suas memórias Running with Scissors (em inglês) (2002), que permaneceram durante mais de 2 anos na lista de livros mais vendidos do New York Times que serviram de base ao filme com o mesmo nome (em inglês). Burroughs vive em Nova Iorque e em Amherst, Massachusetts, com o seu parceiro de muitos anos Dennis Pilsits e com os seus bulldogs Bentley e The Cow.

## Biografia
Augusten Burroughs é filho de John G. Robison, antigo director do departamento de filosofia da Universidade de Massachusetts, em Amherst e da poetisa e escritora Margaret Robison, que o enviou para viver com a família do seu psiquiatra, os Turcotte, desde muito novo. Burroughs abandonou a escola no sexto ano, tendo posteriormente efectuado exames de equivalência do ensino complementar (GED (em inglês)] aos 17 anos. Afirma que subiu na vida a pulso até alcançar um emprego bem remunerado no sector da publicidade, após o que se dedicou à escrita em exclusivo.
Burroughs publica os seus livros nas editoras St. Martin's Press (capa dura) e Picador (capa mole). Em Running with Scissors, Burroughs relata algumas das suas experiências de criança; o livro gerou enorme polémica e um processo judicial em Junho de 2005 em que a família Turcotte de Cambridge, Massachusetts, acusava Burroughs de difamação de vários dos seus membros (em particular o Dr. Rodolph Turcotte, o tutor oficial do autor) por comparação com as excêntricas figuras ficcionais da família Finch do livro. A adaptação ao cinema foi escrita e dirigida por Ryan Murphy (em inglês) e teve o actor Joseph Cross (em inglês) como intérprete do papel de Burroughs, para além de Annette Bening, Gwyneth Paltrow e Alec Baldwin.
A sua obra mistura o mundano com o fantástico e é escrita num estilo de facto consumado. Para além de Running wtith Scissors, Burroughs publicou um segundo livro de memórias intitulado Dry (2003), sobre as suas experiências durante e após o seu tratamento ao alcoolismo. Este livro foi seguido por duas colecções de contos, Magical Thinking (2003) e Possible Side Effects (2006). O seu primeiro livro, a novela Sellevision (em inglês) (2000) foi já adaptada a filme.
Burroughs foi alvo de um artigo da revista People, do jornal The Guardian, e da Entertainment Weekly, onde foi incluído em 15º lugar na lista das "25 maiores cómicos da América".

## Controvérsia
Em Janeiro de 2007, a revista Vanity Fair publicou um artigo ("Ruthless With Scissors") alegando que Burroughs tinha inventado uma grande parte das suas memórias, incluindo as descrições da terapia de choques eléctricos: a família Turcotte afirma que o aparelho que Burroughs afirma ter utilizado nele próprio foi de facto um aspirador da marca "Electrolux". A família afirma no processo judicial que lhe moveu que o livro os descreve falsamente como "praticantes de um culto pouco higiénico e desequilibrado mentalmente e envolvidos em actividades bizarras e até criminosas."
Burroughs afirma que manteve numerosos diários desde tenra idade que documentam os factos descritos em Running With Scissors. No entanto o artigo da Vanity Fair indica que nem a família Turcotte nem os seus advogados tiveram acesso aos diários e que um pedido por escrito da revista ao autor solicitando a sua divulgação nunca teve resposta. Burroughs afirmaria mais tarde que terá destruído todos os seus diários durante uma crise de alcoolismo.